# 1516 Henry
1516 Henry là một tiểu hành tinh vành đai chính màu tối. Nó được phát hiện ngày 28 tháng 1 năm 1938 bởi André Patry và đặt theo tên Paul và Prosper Henry, hai anh em khám phá ra một số tiểu hành tinh.